# Bertrand Kiefer

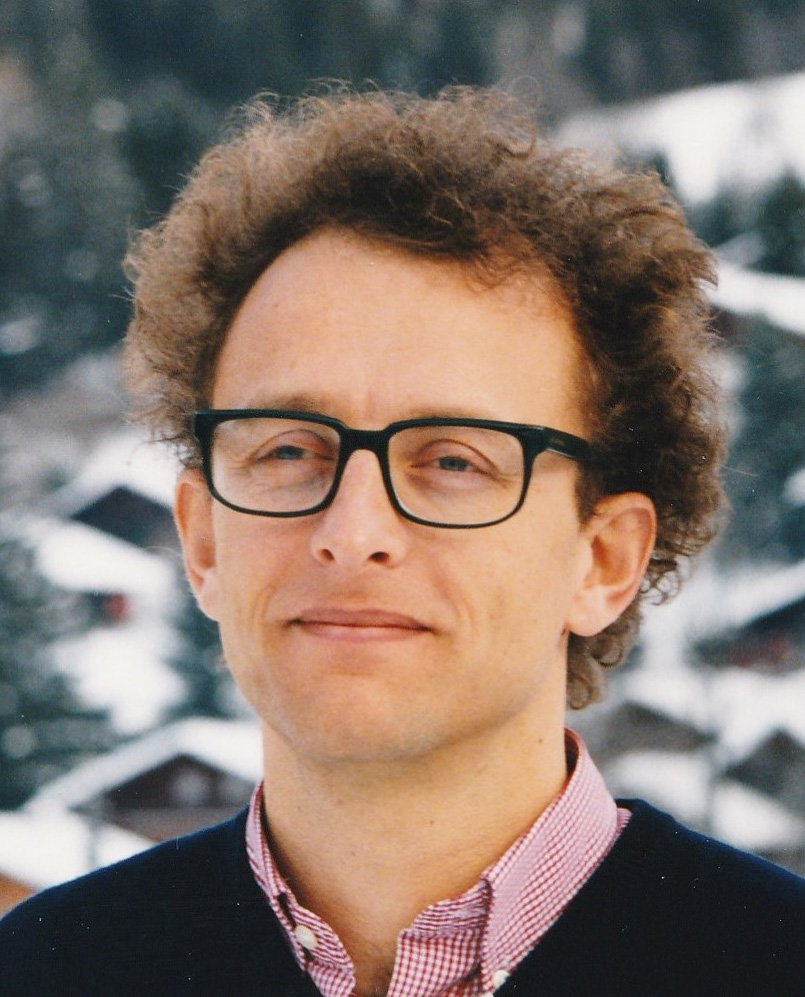
Bertrand Kiefer

Bertrand Kiefer (* 1955) ist ein Schweizer Arzt, römisch-katholischer Theologe und Ethiker.
Kiefer praktizierte als Arzt, studierte anschließend Theologie in Fribourg und Rom und arbeitete darüber hinaus als Pfarrer. Er ist Chefredakteur der Revue médicale suisse und war Mitglied der vom Bundesrat eingesetzten Nationalen Ethikkommission im Bereich der Humanmedizin. In seinen Schriften kritisiert er den Transhumanismus.

## Schriften
- Mit Jacques Dubochet und Jeremy Narby: Die DNA vor dem Souverän. Wissenschaft, Demokratie und Genetik. Zürich: vdf Hochschulverlag an der ETH 1998, ISBN 3-728-12626-8.
- Le cadavre de la médecine bouge encore. [Genf]: Georg ed. 2010, ISBN 978-2-8257-0978-8.